# ProWein

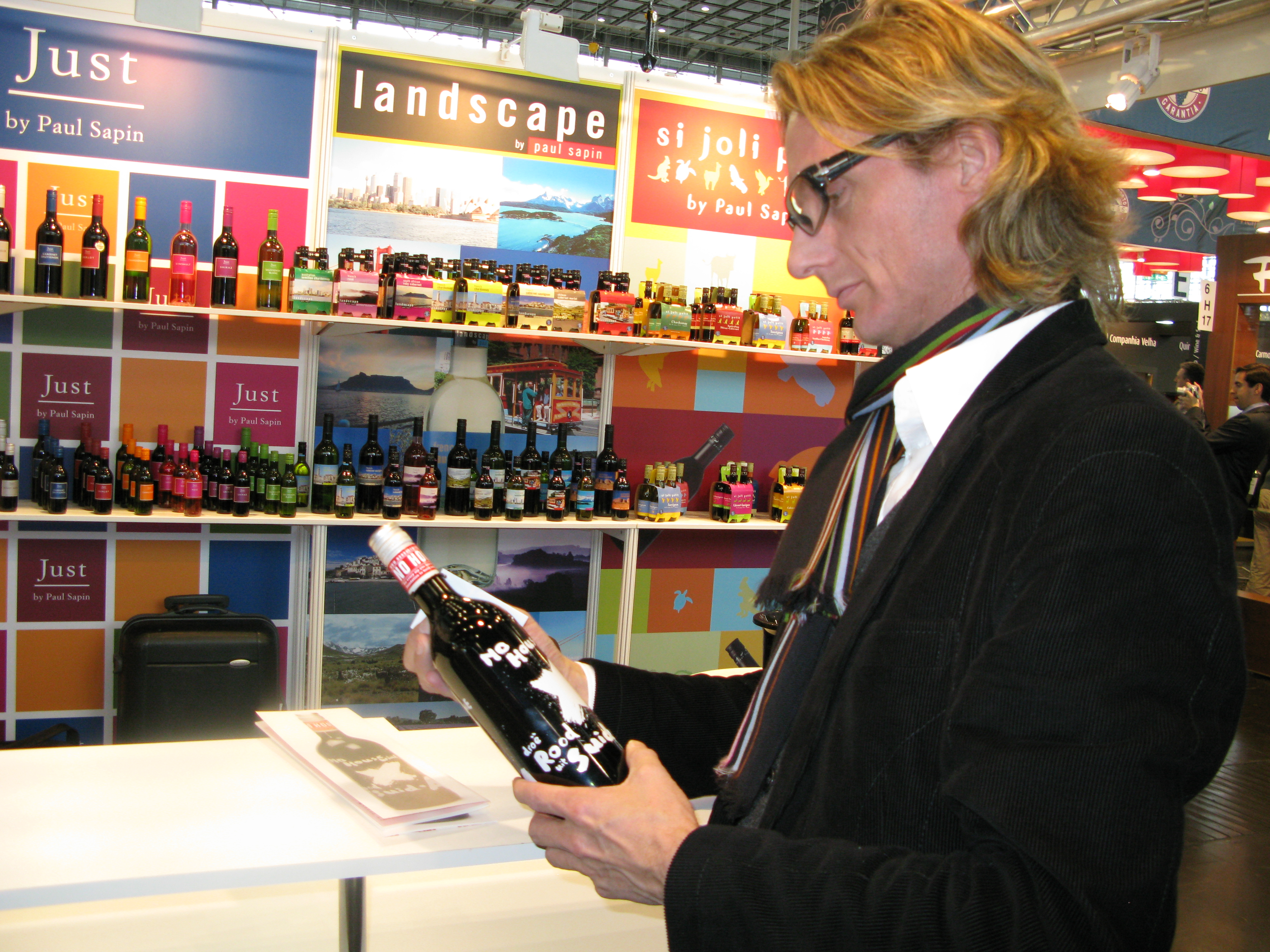
Französischer Pavillon zur ProWein 2008

Die ProWein ist eine führende internationale Fachmesse zum Thema Wein und Spirituosen. Die Weinmesse findet seit 1994 jeweils im März in Düsseldorf statt. Messeveranstalter ist die Messe Düsseldorf GmbH, die mit der ProWein das Konzept verfolgt, eine internationale Übersicht über Weine zu ermöglichen.
Im Jahr 2018 fand die ProWein vom 18. bis 20. März statt. Seit 2015 hat die Messe Düsseldorf Ableger mit der ProWine China in Shanghai und der ProWine Asia in Singapur/Hongkong initiiert, um den asiatischen Markt stärker zu erreichen. Die ProWine Asia fand vom 24. bis 27. April 2018 in Singapur statt.
Der Schwerpunkt der Messe liegt im Gegensatz zu den konkurrierenden Weinmessen in Bordeaux (Vinexpo) oder Verona (Vinitaly) bei der Degustation bzw. Verkostung. Im Jahr 2010 hatte die Messe 3395 Aussteller aus 51 Ländern, die ihr Angebot 36.417 Besuchern präsentierten. Schon sechs Jahre später haben die Ausstellerzahlen sich fast verdoppelt auf 6200 aus 59 Ländern. Die Besucher kamen aus 126 Ländern rund um den Globus. Die größten Ausstellernationen sind (Stand März 2016) Italien (1.500), Frankreich (1.300) und Deutschland (1.000).
- Die Top-10-Herkunftsländer auf Seiten der Fachbesucher (nach Deutschland): Niederlande, Frankreich, Österreich, Spanien, Italien, Großbritannien, Dänemark, Polen, Schweden.
- Die Fachbesucher kommen schwerpunktmäßig aus den Branchen Handel (2007: 52 Prozent) und Gastronomie/Hotellerie (2007: 14 Prozent).
- Die ProWein ist die Messe der Entscheider: 83 Prozent der Fachbesucher sind an Beschaffungsentscheidungen beteiligt.

Bisherige Messen:
- ProWein 2013, 24.–26. März 2013. Bei dieser Messe stieg die Zahl der Besucher gegenüber dem Vorjahr (40.667) auf über 44.000, die der Aussteller auf 4387.[4]
- ProWein 2014, 23.–25. März 2014. Die Besucherzahl stieg um 7 Prozent auf rund 48.000, die der Aussteller auf 4830. Die Aussteller kamen aus 47 Ländern. Die Zahl der Besucher aus der Volksrepublik China und aus Hongkong verdoppelte sich. 70 Prozent der Besucher hatten Managementpositionen inne.[5]
- ProWein 2015, 15.–17. März 2015. Die Besucherzahl lag bei 52.000 Fachbesuchern aus 123 Ländern, 13 Länder mehr als im Vorjahr. Das Interesse der Profis gilt dem Champagner (20 Prozent), Sekt und Schaumweinen (19 Prozent) und Spirituosen (21 Prozent). Die Nachfrage nach deutschem Wein stieg auf 59 Prozent der Besucher.[6]
- ProWein 2016, 13.–15. März 2016. Die Besucherzahl stieg um 6 Prozent auf rund 55.000, die der Aussteller auf 6200. Die Aussteller kamen aus 59 Ländern. Mehr als die Hälfte der Besucher kommt inzwischen aus dem Ausland. 420 Aussteller aus 30 Ländern zeigen ihr Sortiment aus dem Bereich Spirituosen.[7]
- ProWein 2017, 19.–21. März 2017. Zur Veranstaltung kamen 58.502 Besucher sowie 6.615 Aussteller aus 60 Ländern[8]
- ProWein 2024, 10.–12. März 2024

Nach einer Abstimmung unter Lesern des Fachmediums Harpers Wine & Spirit Trade Review von 2013 ist die ProWein die bedeutendste internationale Weinmesse.
Diese Einschätzung teilten im selben Jahr auch James Wells vom australischen Fachmedium The Shout und James Wilmore vom britischen Fachmedium just-drinks.